# Bathygobius karachiensis
Bathygobius karachiensis is een straalvinnige vissensoort uit de familie van grondels (Gobiidae). De wetenschappelijke naam van de soort is voor het eerst geldig gepubliceerd in 1990 door Hoda & Goren.